# Micheline de Bellefroid
Pour les articles homonymes, voir Bellefroid.
Micheline de Bellefroid (1927-2008) est une figure importante[réf. nécessaire] de la reliure d'art belge.

## Biographie
Micheline de Bellefroid fut pendant vingt ans à la tête de l'atelier de reliure de l'école de La Cambre à Bruxelles et a mis au point le Kromekote, une nouvelle technique de papier décoré.
L'ensemble de ses archives professionnelles est conservé à la bibliothèque du Musée royal de Mariemont (correspondances, fichiers de commande, maquettes de décor, documentation iconographique autour de la reliure, etc.).
Au cours de sa carrière, Micheline de Bellefroid a eu l'occasion de relier de nombreuses œuvres littéraires majeures.

## Quelques expositions
- 1958 :
  - Exposition universelle. Bruxelles
  - Foire internationale. Gand
- 1959 : Foire internationale des arts décoratifs. Munich

- 1960 : Cinquantenaire de la Société des bibliophiles et iconophiles de Belgique, 1910-1960. Bibliothèque royale de Belgique, Bruxelles

- 1961 : Arts du Brabant. Banque de Bruxelles, Bruxelles

- 1962 : Arts du Brabant. Tirlemont, Diest, Wavre, Bruxelles

- 1963 :
  - Kunsthandwerk aus Brabant, Sches Landesmuseum Vienne
  - Micheline de Bellefroid, Reliures. Bruxelles, Galerie Ve

- 1965 : Prix de la critique. Palais des beaux-arts, Charleroi

- 1966 :
  - Éditions originales et Autographes d'écrivains français contemporains, Donation de Madame Louis Solvay. Bruxelles, Bibliothèque royale de Belgique
  - La Femme et les Métiers d'art. Bruxelles, Fédération touristique de la province de Brabant
  - Les Richesses de la bibliophilie belge, II. Bruxelles, Bibliothèque royale de Belgique

- 1966-1967 : Œuvres d'art acquises par l'État en 1966. Palais des beaux-arts, Bruxelles

- 1967 : Réception du Grolier Club de New York. Bruxelles, atelier de Micheline de Bellefroid

- 1968 : Batik et Reliure, Design Center Micheline de Bellefroid Brussel, Bruxelles, Galleria del bel Libro, Ascona

- 1969 :
  - La semaine belge. Hôtel de ville, Copenhague (Danemark)
  - Reflets de la bibliophilie en Belgique, I. Bibliothèque royale de Belgique, Bruxelles

- 1970 :
  - Exposition organisée par l'Office du Commerce extérieur et le Ministère des Affaires étrangères de Belgique. Munster
  - Exposition organisée par l'Office du Commerce extérieur et le Ministère des Affaires étrangères de Belgique. Southfort
  - Forum international des métiers d’arts. Abbaye Saint-Pierre, Gand

- 1972 :
  - Exposition du Meister der Eindbandkunst (MDE). Handwerkskammer, Cologne
  - Deuxième biennale internationale du livre. Sao Paulo
  - La semaine belge. Essen
  - Micheline de Bellefroid, Liliane Gérard. Blaizot, Paris
  - Reliures d’hier et d'aujourd'hui. Foyer du théâtre communal, Huy
  - La semaine belge. Barcelone

- 1973 : Reflets de la bibliophilie en Belgique, II. Bibliothèque royale de Belgique, Bruxelles

- 1975 : Hedendaagse boekbanden. HIGRO, Gand

- 1976 : Reflets de la bibliophilie en Belgique, III. Bibliothèque royale de Belgique, Bruxelles

- 1979 : 
  - La Cambre, 1928-1978. Musée d’Ixelles, Ixelles
  - Reflets de la bibliophilie en Belgique, IV. Bibliothèque royale de Belgique, Bruxelles

- 1981 : 
  - Cent Reliures de la Réserve précieuse. Musée royal de Mariemont, Morlanwelz
  - Modern Hand Bookbinding, The Bancroft Library, Berkeley
  - Un demi-siècle de reliures d'art contemporain en France et dans le monde, Bibliothèque Forney, Paris

- 2000 : Féérie pour un autre livre. Créations dans le monde de l'art et du livre en Communauté française de Belgique entre 1985 et 2000. Musée royal de Mariemont, Morlanwelz

- 2001 : Meister der Einbandkunst. Les Maitres de la reliure d'art. Master of the art of binding. Gutenberg Museum, Mayence (Allemagne)

- 2008-2009 :
  - Une vie, une collection. Cinq Siècles d'art et d'histoire a travers le livre et sa reliure. Bibliotheca Wittockiana, Bruxelles
  - Trésors de Mariemont. Collection de la Bibliothèque. Musée royal de Mariemont, Morlanwelz

- 2011 : Le Fond Michel Wittock : de la passion au don. Bibliotheca Wittockiana, Bruxelles

## Distinctions[1]
- 1963 : Prix de la meilleure exposition (Micheline de Bellefroid. Reliures), décerné par l’Association belge des critiques d'art.
- 1965 : Prix de la critique pour la reliure sur Les Mains libres de Man Ray (dans le cadre d'une exposition au Palais des beaux-arts de Charleroi).
- 1972 : Premier prix avec médaille d’or 4 la deuxième biennale internationale du livre de Sao Paulo (Brésil).
- Prix d'honneur du Bund Deutscher Buchbinder Innungen (BDBI).
- 1979 : Dunhill Distinction.